# Artur Król
Artur Król (ur. 27 czerwca 1983 we Wrocławiu) – polski kolarz szosowy.
Największym sukcesem zawodnika jest triumf w Wyścigu Solidarności i Olimpijczyków w 2009 roku.

## Najważniejsze zwycięstwa i sukcesy
- 2009 – etap i klasyfikacja generalna Wyścigu Solidarności i Olimpijczyków